# Cayetano Santos Godino
Cayetano Santos Godino, más néven petiso orejudo (magyarul: A nagy fülű istencsapása) (Buenos Aires, 1896. október 31. – Ushuaia, 1944. november 15.) argentin sorozatgyilkos volt, aki Buenos Airesben követett el bűncselekményeket 15 éves korától kezdve. A 20. század korai éveiben megölt négy gyereket, kísérletet tett másik hét gyerek meggyilkolására és felgyújtott hét házat.

## Korai évei
Godino szülei calabriai emigránsok voltak, nyolc gyermekük született. Apja Ferio alkoholista volt, s rendszeresen verte a fiát. Társai előtt is állandó sértegetésnek, megalázásnak és gúnynak a tárgya volt nagy kettéálló füle miatt. Feltehetően gyerekkori traumái is elvezettek ahhoz, hogy gyerekgyűlölő pszichopata lett belőle. Gyerekkorától kezdve szifiliszben szenvedett, ez szintén nagy megpróbáltatást okozott neki. 10 éves korától zavarodott szülei maszturbációra kényszerítették.

## Gyilkosságai
1912. január 26-án holtan találták a 13 éves Aurora Lauronát egy elhagyatott házban. Március 7-én Godino felgyújtotta az 5 éves Reyna Vainicoff ruháját, amit végül is nem élt túl az áldozat. Szeptember végén felgyújtott egy pályaudvart, amelyet eloltottak és nagyobb kár sem keletkezett. November 8-án sikertelenül próbálta megfojtani a 8 éves Roberto Russót. Ezután elkapták és gyilkossági kísérlettel vádoltak, de végül felmentették. November 16-án megverte Carmen Ghittonit, aki csak kisebb sérüléseket szenvedett, mivel egy rendőr közbelépett. November 20-án elrabolta Carolina Neolener-t, akit szomszédja megmentett, mivel felfigyelt kiáltozására. Ugyanebben a hónapban Godino felgyújtott két nagy házat, amelyeket aránylag gyorsan eloltottak. 
1912. december 3-án Jesualdo Giordanót elcsalta egy elhagyatott tanyasi házba, ahol először fojtogatta áldozatát. Mivel ez hatástalannak bizonyult, megkötözte, majd a fiú fejét kalapáccsal kezdte el ütni. A végén egy szöget vert kalapáccsal a fejébe és elrejtette a holttestet, amit az áldozat apja percekkel később megtalált. December 4-én Cayetanót elfogta a rendőrség és bevallotta bűneit. 

## Börtönévek
1913. január 4-én javítóintézetbe zárták, ahol megkísérelte megölni néhány társát. Az orvosi jelentéseknek köszönhetően őrültnek nyilvánították, a pert ellene megszüntették és elrendelték, hogy maradjon az intézetben. 1915. november 20-án egy határozat értelmében börtönbe vitték.
1923. március 28-án átszállították ushuaiai fegyházba. 1933-ban néhányszor kórházba került, mivel társai megverték két, kabalának tartott macska megölése miatt. 1935-től nem fogadhatott látogatókat betegsége miatt és 1944-ben ismeretlen körülmények között elhunyt.

## Fordítás
- Ez a szócikk részben vagy egészben  a   Cayetano_Santos_Godino című angol Wikipédia-szócikk fordításán alapul.  Az eredeti cikk szerkesztőit annak laptörténete sorolja fel. Ez a jelzés csupán a megfogalmazás eredetét és a szerzői jogokat jelzi, nem szolgál a cikkben szereplő információk forrásmegjelöléseként.